# دون ريكو
دون ريكو (بالإنجليزية: Don Rico)‏ هو رسام كارتون وكاتب أمريكي، ولد في 26 سبتمبر 1912 في روتشستر في الولايات المتحدة، وتوفي في 27 مارس 1985 في لوس أنجلوس في الولايات المتحدة.